# Deltron 3030: The Instrumentals
Deltron 3030: The Instrumentals è il secondo album del gruppo hip hop Deltron 3030 dove sono proposte le tracce strumentali dell'album Deltron 3030.